# Nano-argent
Pour un article plus général, voir Argent.

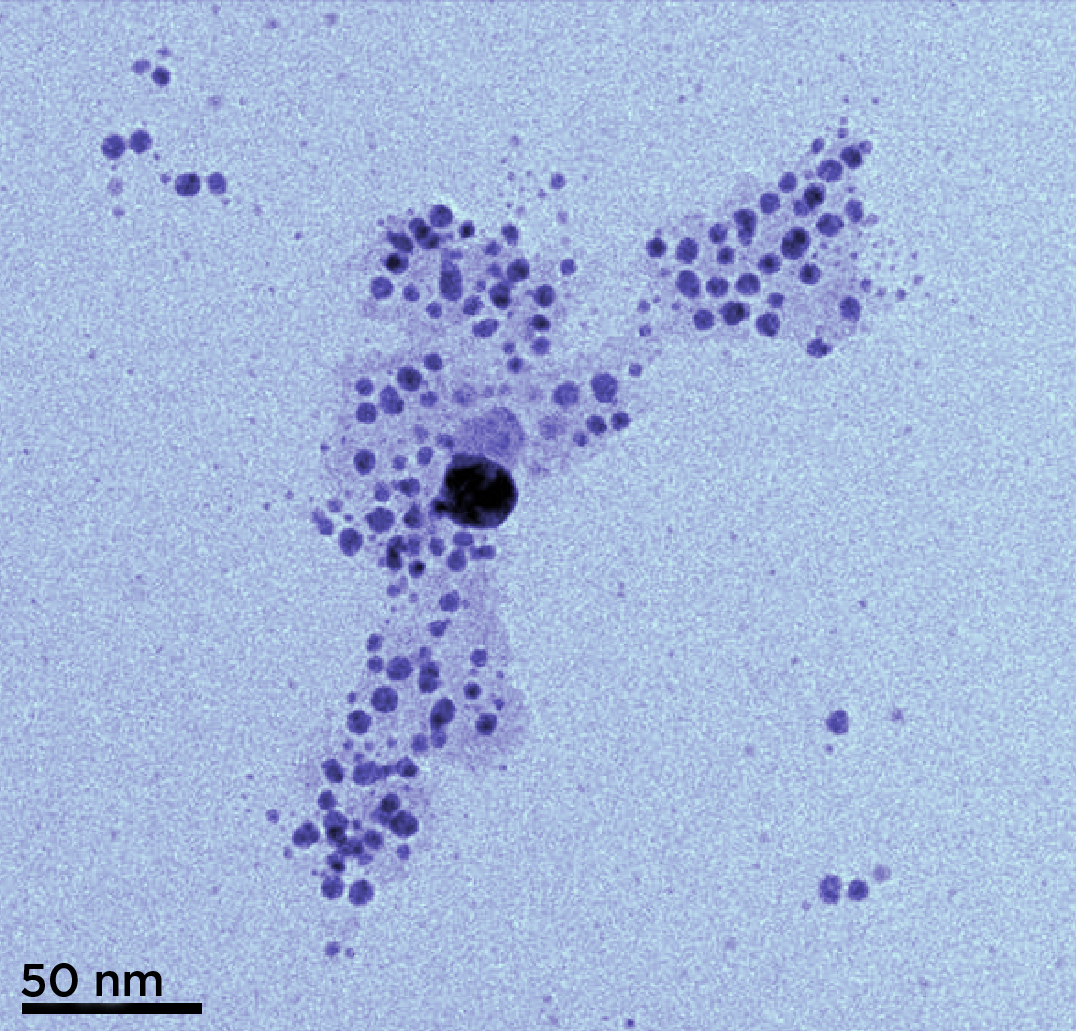
Nanoparticules d'argent, vues au microscope électronique.

Le nano-argent est un nanomatériau à base d'atomes d'argent, produit sous forme de nanoparticules par des nanotechnologies. En solution, il porte le nom d'argent colloïdal.
En 2008, selon les producteurs, environ 500 t/an de nano-argent auraient déjà été produites dans le monde, sous forme d'ions argent, de particules d'argent protéinées (silver proteins) ou de colloïdes utilisés comme biocide. Les nanoparticules les plus vendues et les plus diffusées dans l'environnement en 2004 étaient du nano-argent ou à base de nano-argent (56 % du total de la production), devant le carbone (17 %) et le zinc (7 %).
En raison de son échelle nanométrique qui lui confère une énorme surface développée, pouvant s'associer à un grand nombre de ligands, il fait l'objet d'évaluations de son efficacité potentielle comme médicament, de sa toxicité et concernant ses coûts.
Le nano-argent et l'argent massif ont des propriétés très différentes ; c'est un puissant biocide pour divers organismes et micro-organismes notamment, propriété que les secteurs de l'industrie pharmaceutique, des pesticides ou agroalimentaire cherchent à utiliser et à valoriser. Mais il pose aussi des problèmes de risques en santé-environnement (toxicologie, écotoxicologie) ; en particulier, il peut s'accumuler dans le foie et le cerveau, avec une toxicité cellulaire et neuronale démontrée ; dans les cellules, il génère des espèces réactives de l'oxygène (ROS, toxiques pour les cellules) et perturber des structures cellulaires majeures telles que le cytosquelette, les mitochondries et les synapses et enfin, sa translocation vers le cerveau au travers de la barrière hémato-encéphalique peut être accrue chez certains malades (infection, maladies inflammatoires systémiques et méningite). Il suscite donc des préoccupations en raison du nombre croissant de personnes exposées à mesure que ses applications se développent.

## Vocabulaire et étiquetage
Le mot nano-argent décrit théoriquement le nanomatériau lui-même, constitué de différents agencements d'atomes d'argent, éventuellement combinés avec d'autres atomes (nanocomposite). Des discussions terminologiques existent, car si la production de nano-argent aurait été multipliée par 500 de 2000 à 2004 selon ses producteurs, certains produits (argent protéiné notamment) usurpent le nom de nano-argent, l'argent n'y étant présent qu'à des tailles microniques). L'étiquetage informe rarement sur l'efficacité (variable) de ces produits.

## Usages
Ils sont déjà nombreux, alors que l'évaluation toxicologique et écotoxicologique n'a pas eu lieu :
- bactéricide (1/5e de la production) ;
- additif pour le textile (exemple : chaussettes et vêtements bactéricides et anti-odeurs) ;
- cosmétiques, déodorant ;
- sprays[6] ;
- revêtements de matériaux métalliques (réservoirs métalliques d'aspirateurs sans sac) ;
- plastiques d'emballage alimentaire ou d'objets devant avoir des vertus biocides ;
- touches d'appareils mobiles ou d'ordinateurs (Samsung notamment) ;
- vernis ;
- peintures ;
- plans de travail, plans de découpe ;
- pansements ;
- parois de réfrigérateurs ;
- éléments de climatiseurs ;
- emballage pour contact alimentaire... ;
- matériel diffusant via un système électrolytique du nano-argent dans l'eau de la douche (en 2008, selon la publicité) ;
- machine à laver le linge diffusant du nano-argent (400 millions d'ions argent par cycle de lavage et rinçage selon la « publicité »(Archive.org • Wikiwix • Archive.is • Google • Que faire ?) (consulté le 8 avril 2013)) ;
- pulvérisation de nano-argent et nano-titane sur les parties souvent touchées par les mains dans les transports publics à Hong-Kong (MTR Corporation) ;
- produit désinfectant utilisés en spray[6], ou destiné à être apposé sur les préservatifs, contre les maladies sexuellement transmissibles.

## Historique
Historiquement, l'argent colloïdal a été utilisé pour traiter diverses maladies de la fin du XIXe siècle jusque dans les années 1940, avec le développement d'antibiotiques modernes et d'inquiétudes concernant ses effets secondaires (principalement l'argyrisme),.
Depuis les années 1990, l'« argent colloïdal » (nano-argent en solution liquide) a été publicisé comme médicament alternatif, souvent présenté comme « guérissant-tout », ce qui n'a jamais été démontré scientifiquement.
L'argent colloïdal a cependant un effet anti-bactérien in vitro, dont sur les souches multi-résistantes de Staphylococcus aureus.
Dans les années 1970, le Dr Robert O. Becker à l'université de médecine de Syracuse puis à Washington décrit des résultats positifs dans le traitement d'infections « incurables » par l'argent colloïdal[réf. nécessaire], 
Le Dr Larry C. Ford de l'École de médecine de l'UCLA a documenté dans les années 1980 plus de 650 pathogènes différents détruits par l'argent en quelques minutes in vitro. De nombreuses études lui ont depuis donné raison, et cette caractéristique fondamentale du nano-argent ne peut plus de nos jours être mise en doute sur des bases scientifiques saines [réf. nécessaire].
Hors ces travaux, il n'y a pas de preuve que l'argent colloïdal absorbé traite ou prévienne aucune condition médicale alors qu'il peut causer des effets secondaires sérieux et potentiellement irréversibles comme l'argyrisme.  En conséquence, en août 1999 la Food and Drug Administration (FDA) a interdit les mentions lui prêtant une quelconque propriété thérapeutique ou préventive, malgré l'interdiction de nombreux sites web continuent d'attribuer des propriétés antibiotiques ou un usage médical du colloïde d'argent, ce qui a amené la FDA a émettre des lettres d'avertissement,,. 
Les autorités médicales déconseillent l'ingestion de préparations contenant de l'argent colloïdal à cause de leur manque d'effets bienfaisants prouvés et à cause du risque d'effets secondaires néfastes tels que l'argyrisme,.
En 2002, l'autorité australienne « Therapeutic Goods Administration » (TGA) indique n'avoir trouvé aucun usage médical légitime de l'argent colloïdal, et aucune preuve de ce qu'avance le marketing de ce produit. Le National Center for Complementary and Integrative Health (NCCIH) des U.S.A. alerte que les affirmations du marketing autour de l'argent colloïdal n'ont aucune base scientifique et que la concentration en argent des différents produits varie énormément, et qu'ils peuvent avoir des effets indésirables grave comme l'argyrisme. En 2009, l'USFDA publie un bulletin d'avertissement sur les effets indésirables potentiels de l'argent colloïdal.
Quackwatch annonce que les études ont montré que l'argent colloïdal n'est pas sans risque alors qu'il n'a aucune efficacité pour quelque traitement que ce soit. Consumer Reports liste l'argent colloïdal comme « complément à éviter » en le décrivant comme « probablement à risque ». Le Los Angeles Times publie que l'argent colloïdal comme « guérit-tout » est une « fraude avec longue histoire, avec des charlatans allant jusqu'à prétendre qu'il pourrait guérir le cancer, le SIDA, la tuberculose, le diabète et de nombreuses autres afflictions ». Dans certaines juridictions comme en Suède l'argent colloïdal est tout simplement interdit à la vente pour la consommation.

## Formes
Les nanoparticules d'argent peuvent constituer de 50 % à 80 % du poids de l'argent d'un colloïde, les 20 à 50 % restant étant des ions argent.
Différents types morphologiques peuvent être produits en contrôlant les phénomènes de précipitation et de cristallisation ; cubes, cubes creux, sphères, particules à facettes (dont « en diamants »), grains pyramidaux dont la réactivité et les propriétés (toxicité notamment) varient.
1 cm3 d'une concentration à 1 ppm de nanoparticules d'argent représente 25 000 milliards de ces particules.

## Risques

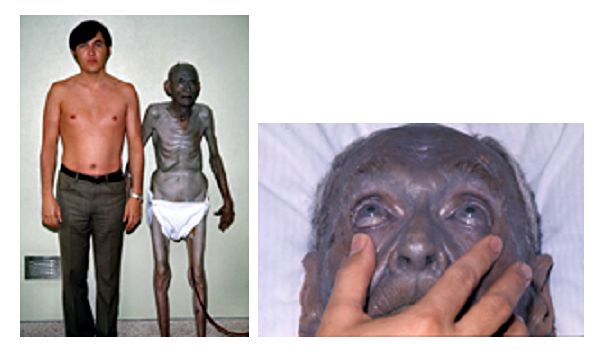
Forme généralisée d'argyrisme chez un patient ayant utilisé un traitement à l'argent pendant plusieurs années.

De nombreux risques et dangers liés à diverses tailles et formes de nanoargent ont été démontrés pour l'Homme, les animaux, les plantes et les écosystème, par des dizaines d'études, mais les fabricants ou revendeurs semblent les estimer peu nombreux et peu importants. 
Les souhaits des industriels d'utiliser plus de nano-argent (par exemple dans les emballages) ne pourrait selon eux conduire à des seuils jamais observés à ce jour dans la nature[réf. nécessaire].

### Toxicité
La toxicité de l'argent pour l'humain est connue depuis longtemps pour les fortes doses, et pour une exposition chronique à de faibles doses aux sels d'argent. Dans ces deux cas une argyria  (maladie due à l'absorption de fortes doses d'argent, se traduisant notamment par un bleuissement de la peau (qui devient bleue ou bleu-gris-noir) est possible. 
Des interrogations fortes sont nées à propos de la sécurité des nanoparticules argentiques, même à faible dose, après leur rapide généralisation d'usages dans certains secteurs médicaux et paramédicaux, car d'après ce que l'on a découvert sur le modèle animal, leurs effets sont a priori très différents de ce qu'on connaît de l'argyrisme. De plus « plusieurs études ont rapporté que le taux de translocation des AgNPs vers le cerveau peut être considérablement augmenté dans certaines conditions pathologiques, telles que les infections, la méningite ou les maladies inflammatoires systémiques » ; or c'est dans les dispositifs médicaux et paramédicaux qu'on a le plus de risque d'être en contact avec ces nanoparticules.
On a par exemple récemment (2008) montré que l'argent peut négativement affecter les cellules humaines, avec d'importantes différences selon la taille des particules en cause. Chez d'autres mammifères, Ahamed & al. ont en 2008 observé des dommages à l'ADN induits par le nano-argent.
Une étude (2009) a montré que les nanoparticules d’argent pénètrent dans les cellules souches mésenchymateuses humaines (hMSCs), en les affectant d'autant plus que le taux d'argent dans les hMSCs était élevé, dès 2,5 μg mL−1, avec des réactions cytotoxiques au dessus de 5 μg mL−1. Une libération de cytokines (IL-8) par la cellule a été observée, démontrant une activation cellulaire, avant l'apparition de signes de cytotoxicité, mais en quantités différentes selon que l'argent était nanoparticulaire ou sous forme ions Ag+. Et les taux d'IL-6 et VEGF ont diminué simultanément par rapport au groupe témoin. La synthèse de IL-11 n’a pas été affectée à différentes concentrations de Ag-NP. Cette même année, Asharani et al. (2009) s'intérrogent sur la cytotoxicité et génotoxicité du nano-argent.
Sous certaines formes (sels) l'argent attaque les nerfs (cutanés)[réf. nécessaire] et peut provoquer largyrisme. 
Le registre fédéral des États-Unis liste comme source d'argyrisme plusieurs « sels d'argent » : les nitrate d'argent, arsphénamine d'argent, chlorure d'argent et « peut-être » l'iodure d'argent. Ces sels contiennent de l'argent en proportions diverses. Certains estiment qu'il faut classer différemment l'argent pur utilisé en nano-argent[réf. souhaitée].
De nombreux experts craignent aussi une apparition puis augmentation de résistances bactériennes au nano-argent, comme on le constate pour de nombreux antibiotiques majeurs (ex : bêta-lactamines qui représentent 50 % des prescriptions médicales) et par suite une augmentation de certaines maladies nosocomiales.
Même si l'exposition aux nano-particules d'argent (AgNP) diminue l'accumulation dans l'organisme du cuivre et de l'arsenic, sans pour autant modifier leur toxicité, elle conduit à une bioaccumulation nettement supérieur du cadmium, associée à une toxicité accrue.

#### Certains usages médicaux sont discutés
Une étude (2008) portant sur la résistance bactérienne in vitro aux bandages à l'argent dans le traitement des ulcères du pied chez les diabétiques n'a pas mis en évidence de résistances bactériennes, toutefois une méta-analyse indique que les bandages contenant de l'argent n'ont aucune efficacité supplémentaire par rapport aux bandages usuels qui n'en contiennent pas,.
Une étude préliminaire - in vitro - portant sur l'effet bactéricide du nano-argent sur les trois micro-organismes responsables de plus de la moitié des maladies nosocomiales en France Pseudomonas aeruginosa, Escherichia coli O157:H7 résistant à l'ampicilline, et Streptococcus pyogenes résistant à l'érythromycine laisse penser qu'il pourrait être un candidat potentiel pour le développement de produits pharmaceutiques et d'appareils médicaux susceptibles de prévenir la transmission de pathogènes antibiorésistants en environnement clinique.
L'argent colloïdal interagit avec certaines prescriptions médicamenteuses, réduisant l'absorption de certains antibiotiques, et de la thyroxine (parmi d'autres substances).
Des praticiens hospitaliers ont récemment (2010) proposé le concept de profil métallique, à ajouter au bilan de santé des individus.

### Ecotoxicité
Impacts écologiques : Les mammifères semblent moins directement sensibles aux faibles doses des sels d'argent, mais ces sels tuent, même à très faible dose, la plupart des bactéries et ils perturbent le métabolisme et la santé reproductive d'organismes supérieurs à sang froid (poissons et crustacés notamment).
L'écotoxicité de l'Argent ionique et solubilisé, et en particulier du nano-argent est notamment lié à ses propriétés biocides intrinsèques : 
- il tue à la fois les mauvais et les bons microbes, des derniers étant essentiels à la bonne santé du système digestif des animaux, et à celle de leur microbiote.
- comme il est puissamment fongicide, il peut menacer des espèces de champignons utiles ou symbiotes de végétaux : le nano-argent détruit l'hyphe des champignons microscopiques, mais aussi leurs conidies (système reproducteur)[39].

Quelques plantes peuvent bioconcentrer l'Argent (non biodégradable) à partir de sels d'argent présents dans le sol ou l'eau ; l'une a d'ailleurs été utilisée en phytoremédiation, c'est la fougère aquatique; Azolla filiculoides.

L'argent a pour toutes cette raison été classé, en 1977, comme substance polluante dont les rejets dans l'environnement doivent être prioritairement régulés.
Un modèle animal écotoxicologique courant est le poisson zèbre ; chez cette espèce Lee et ses collègues ont montré (in vivo) en 2007 que le nanoargent pénétrait facilement l'organisme des embryons de cette espèce, puis Yeo M et al. ont confirmé (2008) que le nano-argent est embryotoxique pendant que Yeo et ses collègues montraient que le nanoargent empêchait la croissance et régénération des nageoires de ce poisson adulte, en interférant négativement avec le facteur de transcription p53 (ou TP53 pour « tumor protein 53 » aussi  parfois surnommée « gardienne du génome »), une protéine qui se lie à l'ADN pour réguler de multiples fonctions cellulaires essentielles dont la régulation du cycle cellulaire, l'autophagie ou l'apoptose ; Bar-Ilan et al., en 2009 ont ajouté qu'il contaminait facilement les embryons et s'avérait bien plus toxique que les nanoparticules d'or : 120 heures après la fécondation, le nanoargent affectait fortement de développement embryonaire, provoquant une mortalité presque totale, ainsi que des malformations variées chez les embryons, et ce, quelle que soit la tailles des particules testées (3, 10, 50 et 100 nm) ; alors qu'à dose et taille équivalente, les nanoparticules d’or n’ont eu que des effets sublétaux et minimes ; la toxicité de largent était due aux nanoparticules elles-mêmes ou aux ions Ag+ issus de la déstabilisation des nanoparticules in vivo. La même année, Griffitt et son équipe observaient des changements biomoléculaires et histologiques dans les cellules de branchies des poissons adultes exposés ces nanoparticules ; puis, en 2010, Choi et al. montrent aussi des anomalies dans les cellules du foie de poissons adultes soumis à ces nanoproduits, liées à un stress oxydatif induit conduidant à des apoptoses (suicide cellulaire).
Une étude récente (2021) a confirmé contre les bactéries Staphylococcus aureus (Gram-positives) et Escherichia coli l'efficacité bactéricide des nanopoudres de cuivre-argent (NP) (synthétisées en combinant sonoélectrodéposition pour le noyau interne et de réaction de remplacement galvanique pour l'enveloppe externe), mais un article de février 2009 a conclu que des nanoparticules d'argent testées en association avec du cuivre, (argent seul et argent colloïdal) pour différentes tailles de nanoparticules interféraient avec la réplication de l'ADN. 
Des cellules de foie de rat (BRL 3A) ont été exposées à différents taux de 4 types de NP (carbone, argent, fer et silice) durant 24 ou 48 heures : alors que les NP de fer et de silice étaient sans effet significatif, les NP de carbone et d’argent ont elles, accru le stress oxydatif, la production de cytokines pro-inflammatoires et l’expression de gènes impliqués dans l’apoptose, l’inflammation et le métabolisme des xénobiotiques. Une étude (2007) a exposé 4 groupes de rats Sprague-Dawley (enfermés) à l'inhalation de quantités contrôlées de nanoparticules (60 nm) d’argent (produites par évaporation/condensation d'une solution via un chauffage en céramique), durant 28 jours, respectivement à des doses nulles, faible (30 mg/kg), moyenne (300 mg/kg) et élevée (1000 mg/kg). Ceci n'a pas affecté le poids des animaux, mais a modifié les taux sanguin de phosphatase alcaline et du cholestérol chez les rats (mâles et femelles), évoquant une légère toxicité pour le fois au dessus de 300 mg de nanoparticules d’argent ; les taux de globules rouges n'ont pas semblé affectés, suggérant une absence de toxicité génétique dans la moelle osseuse des rats mâles et femelles in vivo à ces doses et après 28 jours d'exposition. Cependant, « la distribution tissulaire des nanoparticules d’argent a montré une accumulation dépendante de la dose dans tous les tissus examinés. En particulier, une différence liée au sexe dans l’accumulation de l’argent a été notée dans les reins, avec une augmentation de deux fois dans les reins femelles par rapport aux reins mâles ». En 2008, on confirme que ces particules passent la barrière hémato-encéphalique, et affectent les neurones du cerveau, avec des phénomènes de dégénerescence neuronale et de nécrose induite par une injection de 62.8 mg/kg).
Chez le rat exposé à l'inhalation prolongée de nano-argent, on observe des changements dans la fonction pulmonaire et une contamination du poumon, et du corps entier
Des nanoparticules de 15 nanomètres inhalées sont ensuite retrouvées dans tout l'organisme (cerveau y compris), avec des effets incomplètement compris. 
On a cependant montré en 2010 que ces nanoparticules induisent une inflammation et une augmentation de la perméabilité de la barrière hémato-encéphalique qui protège le cerveau.
D'autres risques pourraient être : 
- Déstabilisation des communautés bactériennes dans l'environnement (hypothéquant le fonctionnement des stations dépuration).
- Augmentation de l'antibiorésistance et du risque nosocomial…
- On manque de données sur le relargage et la cinétique environnementale du nano-argent (nanoparticules ou ions argent) dans l'environnement ou les organismes vivants.

In fine les écosystèmes peuvent donc subir les effets négatifs des formes ionique ou nanométrique de l'argent. Cette toxicité a notamment été démontrée in situ par les effets environnementaux des effluents pollués par des sels d'argent en aval de l'industrie (de la production de pellicule ou du développement) photographique dans les années 1980. Même à faible dose, ce serait le métal le plus toxique après le mercure (sous cette forme ionique) ; pour la faune et la flore aquatique, marine surtout. 
Le nano-argent diffère des sels d'argent (dont le nitrate d'argent) qui sont prouvés toxiques. Certains bactériologistes comme J.B. Wright et al. considéraient en 1999 que le nano-argent est non-toxique pour l'homme tout en étant in vitro plus toxique que d'autres antibiotiques contre tous les pathogènes,. L'EPA (agence de protection de l'environnement américaine) amalgame malencontreusement le nano-argent et les « structures composites (contenant du) nano-argent ». Il existe de multiples études qui mettent en avant l'innocuité de l'argent, que ce soit au niveau humain ou environnemental.

### Synergies possibles
Des synergies exisent : ainsi, combinées à du phosphate de calcium l'activité antimicrobienne de particules d'argent de vingt à cinquante nanomètres peut être jusqu'à 1 000 fois supérieure, ce qui laisse présager des impacts environnementaux exacerbés.

### Présence croissante dans l'environnement
Parmi 800 nano-produits répertoriés au début des années 2000 par le Woodrow Wilson Institute, 56 % étaient fabriqués à partir de nano-argent (le plus souvent à partir de nanoparticules d'argent), et en 2015, il pourrait en être produit 1 000 à 5 000 t/an, ce qui correspondrait à 1/3 de l'actuelle production mondiale dargent.

## Responsabilités juridiques, jurisprudence et évolutions du droit de l'environnement
Le droit des nanotechnologies est balbutiant et presque inexistant pour le domaine de la toxicité ou de l'écotoxicité des nanotechnologies ou des nanoproduits.
L'approche de précaution est généralement demandée ou évoquée. Par exemple la Royal Society et la Royal Academy of Engineering en Grande-Bretagne avaient, dès 2004, recommandé d'interdire tout rejet intentionnel de nanomatériaux dans l'environnement.
Le Droit européen et français estiment que le dernier propriétaire est responsable d'un déchet rejeté dans l'environnement, mais si celui-ci n'était pas informé ou susceptible de l'être des risques liés à son déchet, il peut se retourner contre le vendeur ou producteur.
La convention d'Aarhus demande en Europe que l'information sur les risques environnementaux soit accessible à tous.
Les états et fabricants n'ayant pas mis en place les dispositifs de vigilance sanitaire et écologique porteraient aussi leur part de responsabilité.
Plusieurs études ont depuis 2008 montré ou confirmé que le lavage des textiles contenant du nano-argent en libère des quantités substantielles dans l'eau de lavage, avec donc un risque de diffusion de nano-argent via les boues d'épuration et/ou les cours d'eau. Selon une autre étude le nano-argent peut causer des malformations et tuer les jeunes poissons à plusieurs stades de développement (le nano argent pénètre la membrane des œufs de poissons et se déplace à l'intérieur de l'embryon de poisson. Sur ces bases une plainte a été déposée par le NRDC (Natural Resources Defense Council) contre l'EPA qui a autorisé le nano-argent dans le textiles, sans preuves de son innocuité. En 2013, une cour de justice américaine a estimé que l'EPA (Agence de protection de l'environnement des États-Unis) a failli à ses propres règles d'évaluation de la sécurité d'un produit mis sur le marché dans des textiles (dont vêtements, taies d'oreillers, couvertures...) en donnant une autorisation pour un pesticide au nano-argent (HeiQ AGS-20,) à un industriel tout en lui demandant de fournir dans les quatre ans à l'agence des données supplémentaires sur la toxicité des nano-argents pour l'Homme et pour les organismes aquatiques. L'EPA, selon la cour n'aurait pas dû autoriser l'usage des nanoparticules d'argent sans avoir de garanties sur son innocuité. La cour d'appel a annulé cette autorisation et demande à l'EPA de reprendre l'évaluation normalement.